# Flavio Sosípater Carisio
Flavio Sosípater Carisio fue un gramático romano del siglo IV de la ilustre familia Flavia, que fue prefecto de Roma.

Nacido probablemente en África se estableció en Constantinopla para relevar a Euantio, comendador de Terencio. Su Ars Grammatica en cinco volúmenes nos ha llegado dispersa en obras posteriores. En ella se reúnen pasajes de escritores y gramáticos anteriores como Remmio Palaemón, Julio Romano o Cominiano.

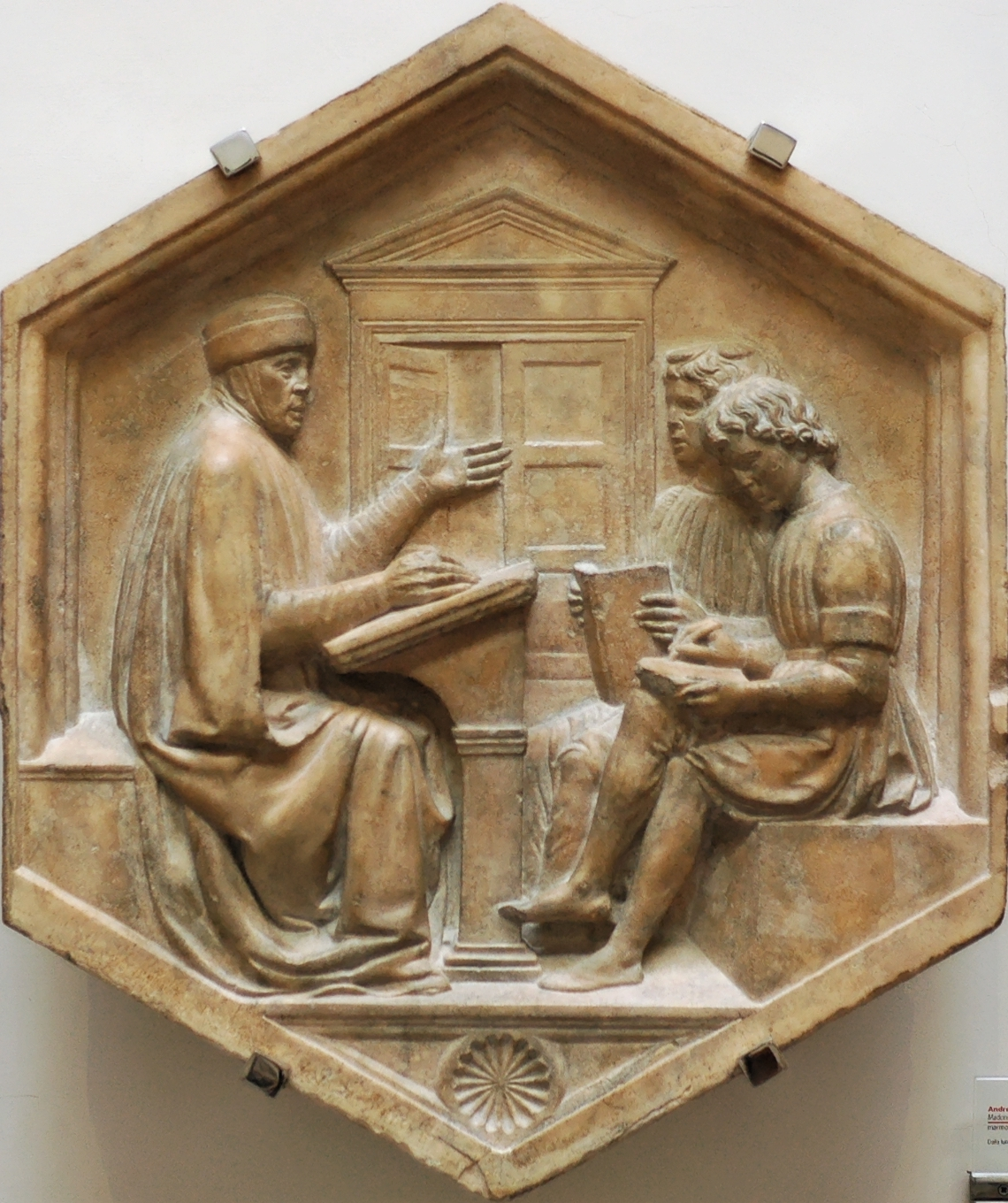
Gramática y alumno, panel de Luca della Robbia